# Керім Отаров
Отаров Керім Сарамурзайович (3 травня 1912 — 13 жовтня 1974) — балкарський поет і перекладач. Народний поет Кабардино-Балкарії.
Народився в аулі Гюрхожан (нині в межах міста Тирниауз, Кабардино-Балкарія) в селянській родині. Закінчив педагогічне училище (1934), а потім Кабардино-Балкарський університет (1963). У 1938—1941 роках очолював Спілку письменників Кабардино-Балкарської АРСР.
Брав участь у Німецько-радянській війні.
Разом з балкарським народом був депортований в Киргизьку РСР і жив на поселенні в місто Фрунзе (нині Бішкек). У 1956 році повернувся в Нальчик і працював в журналі «Шуёхлукъ» («Дружба»).
За бойові заслуги був нагороджений орденом Червоної Зірки і медалями.
Перші вірші опубліковані в 1930 році. Основу його творчої спадщини складають ліричні вірші («На літніх пасовищах», 1935; «Полонина», 1936; «Далеко від тебе», 1941—1942 та ін.). Отар — автор поетичних збірок «Вірші і пісні» (1938), «Дороги» (1956), «Рідна земля» (1960), «Роки» (1964), «Моя ранкова зірка» (1969).
Вірші К. С. Отарова переводили Семен Ліпкін, Дмитро Голубков, Георгій Яропольский та ін.